# Tennis de table en Belgique
 (novembre 2021).
En Belgique, il existe plusieurs fédérations principales de tennis de table, dont la FRBTT (Fédération Royale Belge de Tennis de Table) et la FROTTBF (Fédération Royale Ouvrière de Tennis de Table Belge Francophone). Le tennis de table a de bonnes audiences médiatiques particulièrement en Belgique francophone.

## Fédérations
Il existe plusieurs fédérations ou associations qui développent et organisent la pratique sportive du tennis de table en Belgique : 
- la FRBTT (Fédération Royale Belge de Tennis de Table)[2], appelée aussi « la Royale ». Cette fédération organise également la sélection des joueurs pour les équipes représentant la Belgique dans les compétitions internationales.
- la FROTTBF (Fédération Royale Ouvrière de Tennis de Table Belge Francophone)[3], appelée aussi « l'Ouvrière ».
- l'E.R.T. (Entente Régionale du Tournaisis)[4].
- la Sporta-federatie[5].
- la KAVVV&FEDES (Koninkelijke Algemene Vereninging Van Vriendenclubs & Federatie Dans En Sport)[6].
- l'URBRASCO (Union Royale Brabançonne des Sports Corporatifs)[7].

Ces organisations régissent différentes compétitions officielles tout au long de l'année.

## Joueur emblématique

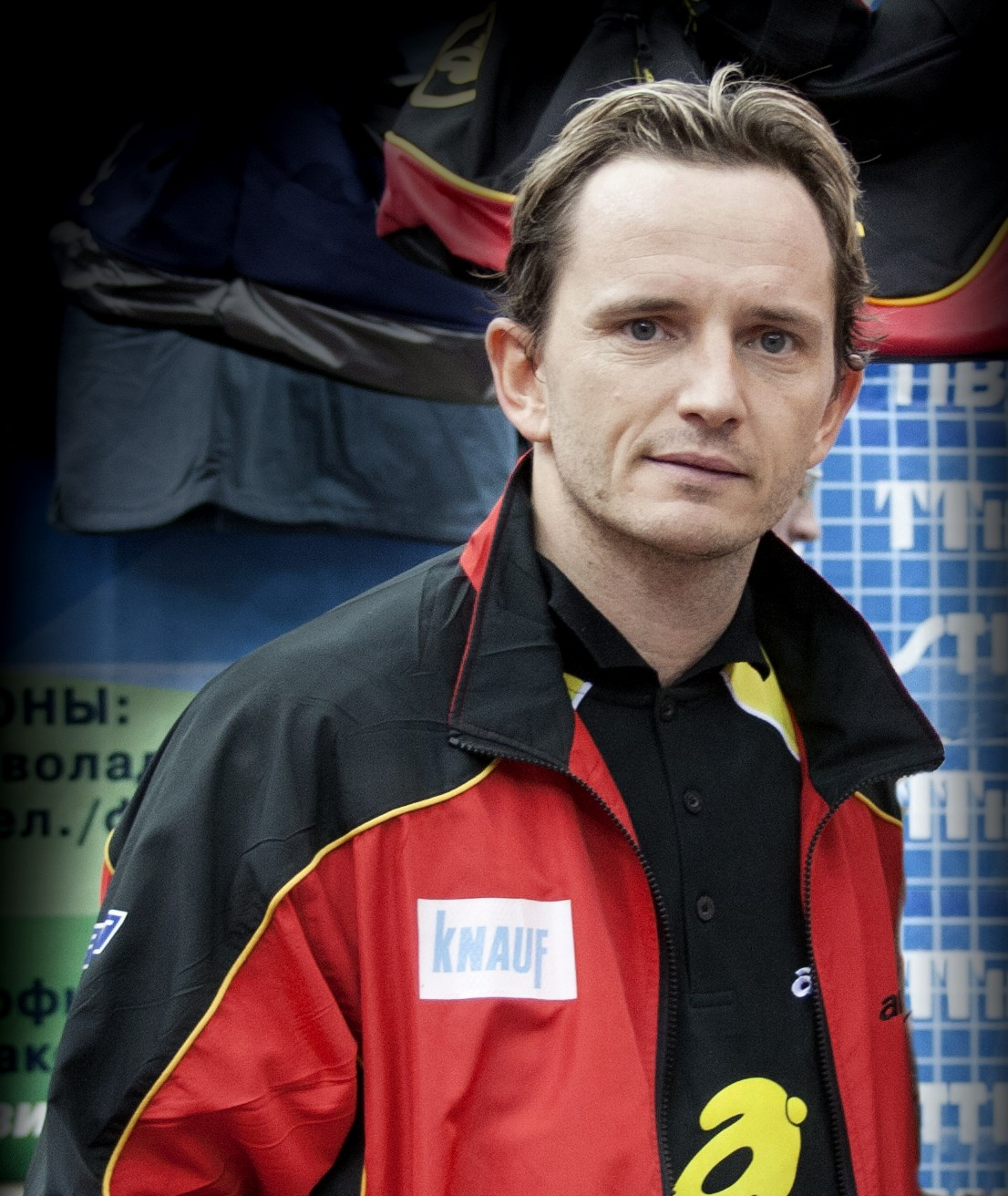
Jean-Michel Saive.

Un des joueurs les plus titrés est Jean-Michel Saive, ancien numéro 1 mondial de la discipline, vice-champion du monde en 1993, champion d'Europe en 1994, 25 fois champion de Belgique en simple et 13 fois par équipes. Il a été porte-drapeau de l'équipe de Belgique lors des Jeux olympiques de 1996 et de 2004. En 2021 il a été élu président du Comité olympique et interfédéral belge.